# Pătrașcu cel Bun
Pour les articles homonymes, voir Bun.
Pătrașcu cel Bun (le Bon), mort le 24 décembre 1557, est prince de Valachie de 1554 à 1557.

## Règne
Fils de Radu VII Paisie et de Stana issue probablement de la famille des boyards Oroboiești et Tăbărciani , il se nomme Petru, réputé illégitime il n'a pas été déporté en Égypte comme les autres membres de sa famille. Il obtient le trône au détriment de Mircea V Ciobanul en mars 1554. Il doit son surnom de « cel Bun » (le Bon) à sa politique d’apaisement après la terreur anti nobiliaire et la politique fiscale mise en œuvre par son prédécesseur. 
En 1556, sur ordre de la Sublime Porte, il effectue conjointement avec le prince de Moldavie Alexandru IV Lăpușneanu une campagne contre les forces impériales des Habsbourg en Transylvanie. L'expédition se termine victorieusement en octobre 1556 avec le rétablissement de la reine Isabelle Jagellon et de son fils Szapolyai János Zsigmond, qui s'étaient reconnus vassaux du Sultan.      
Patrascu meurt brusquement à Bucarest le 24 décembre 1557, peut-être empoisonné sur ordre du Grand Vizir Rüstem Pacha, dont il s'était plaint auprès du Sultan.  
Le prince est inhumé dans l'église du monastère de Dealu près de Târgoviște le 26 décembre.

## Union et postérité
Il épouse Voica, la fille d'un boyard de Slătioare, dont il a :
- Vintilă, prince de Valachie ;
- Maria, mariée en février 1555 avec le postelnic Tudor din Drăgoști ;
- Petru II Cercel, prince de Valachie.
- Patrascu prétendant en 1576.

De sa liaison avec Maria de Floresti, il a un fils :
- Radu Florescu

De sa relation avec la grecque Tudora ou Theodora, morte sous le nom religieux de Theophana en 1606, il a un fils illégitime sans doute posthume :
- Mihail Viteazul, prince de Valachie de Moldavie et de Transylvanie.